# デボン疝痛

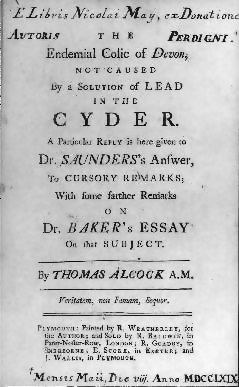
疝痛がシードルからの鉛中毒によって引き起こされたという主張に対する反論。シードル醸造業者を名乗ったトマス・オールコックによって書かれた

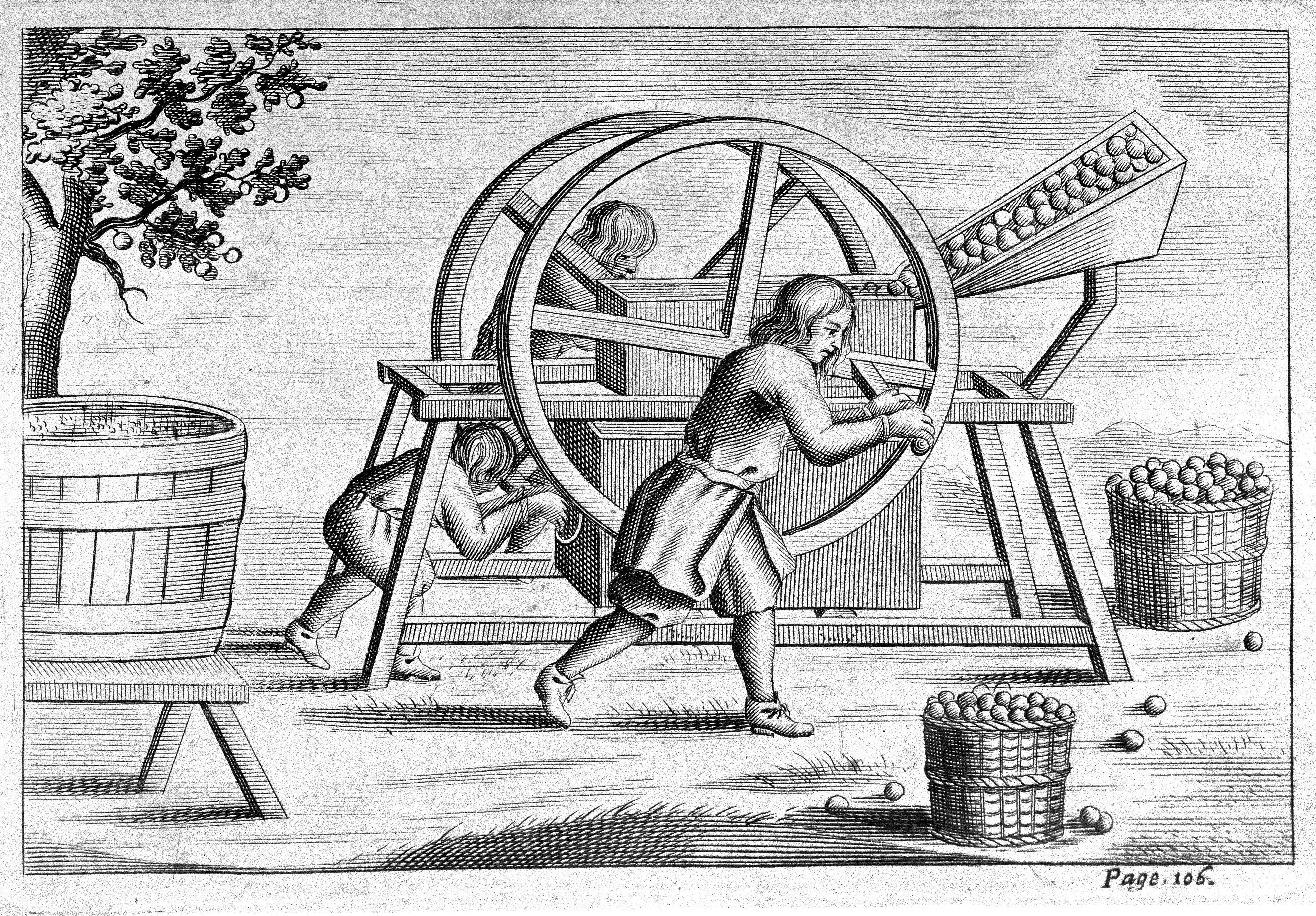
リンゴ絞り器の17世紀の版画

デボン疝痛（でぼんせんつう、Devon colic）とは、17世紀から18世紀にかけてイギリスのデヴォン州の人々が罹患した病気で、後に、鉛中毒によるものだと判明した。
疝痛に関する最初の記述は1655年だった。症状は激しい腹痛から始まり、時に命を奪った。シードルはデヴォン州の人々の伝統的な飲み物であり、疝痛とシードルの飲用との関係は何年も前から観察されていて、シードルの酸味が原因であると言われていた。
ウィリアム・マスグレイブが著した「De arthritide Symptomatica」（第2版、1715）にはデボン疝痛の最初の科学的記述があり、後にジョン・ハクサムとジョージ・ベイカーも言及している。
1760年代にジョージ・ベイカーが、シードルに含まれる鉛による中毒が原因である、という仮説を発表するに至り、正確な原因がようやく判明した。ベイカーは疝痛の症状が鉛中毒の症状と似ていることを見いだした。さらに、シードルの製造過程で、リンゴ絞り器の部品や洗浄用の金属粒に鉛が使われていることを指摘した。化学実験を行ってデヴォンのリンゴジュースに鉛が含まれていることを示した。
この結果を公表したところ、自社製品を守ろうとするシードル醸造業者からの反感を買ってしまった。しかし、ベイカーの結論を受け入れてリンゴ絞り器から鉛を取り除くと、疝痛は減少した。 1818年にはベイカーの息子が、デヴォン州では「ほとんど存在しない」と記している。

## ポワトゥー疝痛
フランソワ・シトワ（François Citois）は、1616年にフランス西部ポワトゥーの同じ症状の病気を記述し、ポワトゥー疝痛（colica Pictonum）として知られていた。1757年にジュネーヴのテオドール・トロンシャン（Théodore Tronchin）が発表した論文で、この病気が鉛中毒の一種であることが証明された。